# Julia Komp
Julia Komp (* 7. April 1989 in Engelskirchen) ist eine deutsche Köchin.

## Werdegang
Julia Komp wurde 1989 in Engelskirchen geboren und wuchs in Overath auf. Sie absolvierte als Schülerin ein Praktikum auf Schloss Lerbach in dem mit drei Michelin-Sternen ausgezeichneten Restaurant von Dieter Müller. Ihre Ausbildung zur Köchin machte sie ab 2008 in Köln-Porz im Restaurant Zur Tant und nahm danach eine Stelle in der Vorstandskantine des TÜV Rheinlands an. Anschließend war sie Souschefin im Restaurant La Poêle d’Or in Köln.
Von 2016 bis Ende 2018 war sie Küchenchefin auf Schloss Loersfeld in Kerpen, das im Guide Michelin von 2017 bis 2018 mit einem Michelinstern ausgezeichnet war. Sie war mit 27 Jahren 2016 die zweite mit einem Michelin-Stern ausgezeichnete jüngste Köchin Deutschlands. Die erste mit einem Michelin-Stern ausgezeichnete Köchin Deutschlands war 1991 Susanne Vössing im gleichen Alter.
Ende 2018 verließ sie Schloss Loersfeld, um sich im Laufe des Jahres 2019 ein Sabbatical mit Reisen nach Asien, Nordafrika und in den Mittleren Osten zu nehmen; seitdem beeinflussen ihre Lieblingsgewürze aus asiatischen und orientalischen Ländern ihre neu kreierten Gerichte.
Im Juli 2020 eröffnete sie in Köln das Restaurant Lokschuppen und das Outdoor-Bistro Anker7. Beide wurden 2021 geschlossen. Anfang 2022 eröffnete sie das Restaurant Sahila, das 2023 mit einem Michelin-Stern ausgezeichnet wurde, sowie die Mezzebar Yu*lia in Köln.

## Fernsehauftritte
Neben Auftritten in den WDR-Produktionen Hier und heute, daheim + unterwegs und kochen & backen ist sie seit 2018 Jurorin in der Sendung Die Küchenschlacht im ZDF. 2024 war sie Gast bei Wer weiß denn sowas? in der ARD.

## Auszeichnungen
Komp erhielt zahlreiche Auszeichnungen, unter anderem wurde sie 2013 Gesamtsiegerin beim Copa Culinary Cup Costa Rica und holte 2018 Doppelgold beim Salon Mondial in Dubai.
- 2016: Ein Stern im Guide Michelin 2017 für das Restaurant Schloss Loersfeld in Kerpen
- 2020: Köchin des Jahres, Schlemmer Atlas 2021[16]
- 2023: Ein Stern im Guide Michelin für ihr Restaurant Sahila in Köln

## Publikationen
- Meine Weltreise in Rezepten. Gräfe und Unzer, München 2021, ISBN 978-3-8338-8053-7.